# Estanys dels Vidals d'Amunt
Els estanys dels Vidals d'Amunt són un conjunt de tres llacs d'origen glacial que es troben a 2.670 m d'altitud, a la capçalera de la vall Fosca, al Pallars Jussà, al nord-est del poble de Cabdella, en el terme municipal de la Torre de Cabdella.

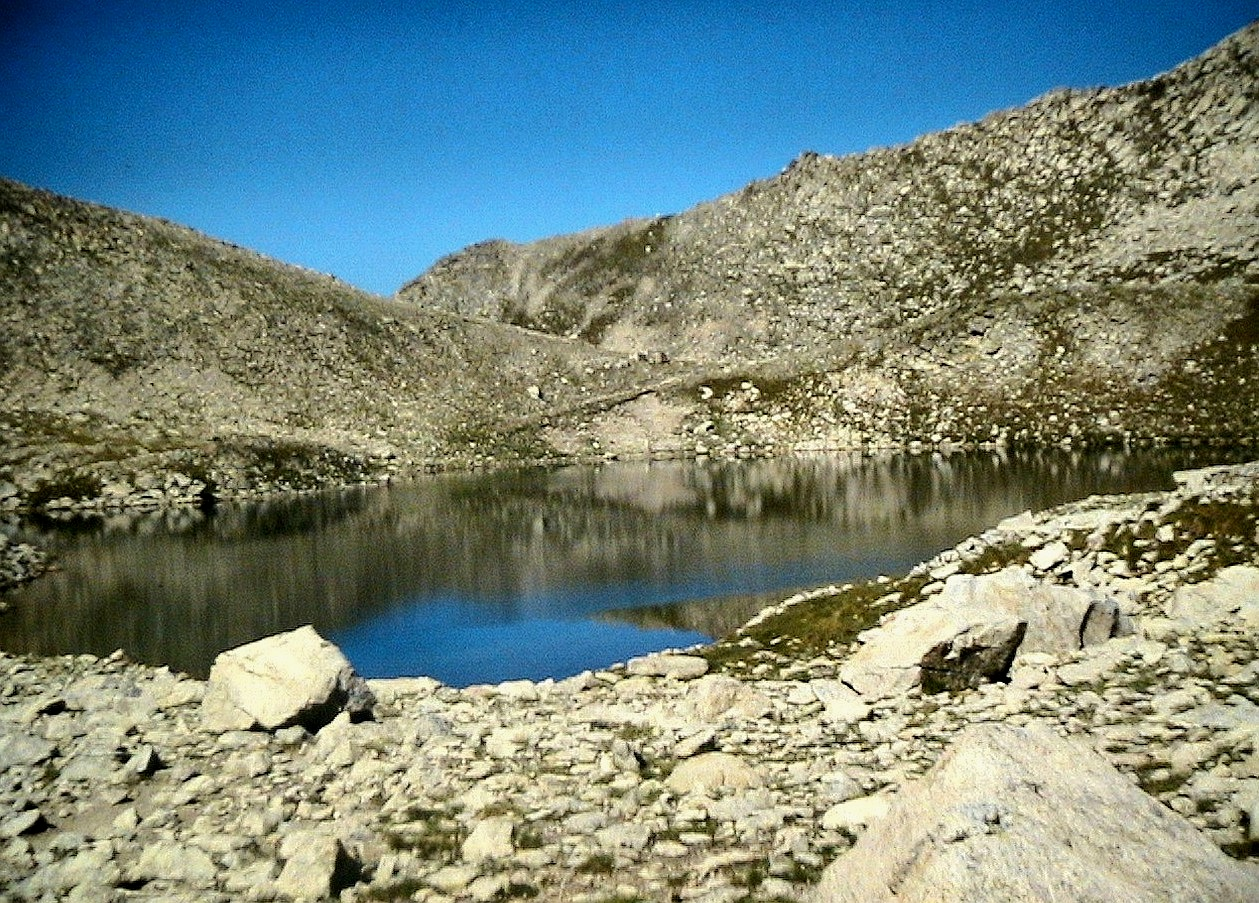
L'estany més oriental dels Vidals d'Amunt. Any 1985

La seva conca està formada pels vessants meridionals del Pic dels Vidals, al nord, i per la serreta dels Vidals al sud. Són dos estanys gairebé iguals, un al costat de l'altre, amb l'única diferència que l'oriental porta les seves aigües directament a l'Estany Vidal, i l'occidental, al barranc que des de l'Estany Vidal baixa cap a l'Estany Tort. A més, l'occidental té sota seu un tercer estanyet més petit.
Pertanyen al grup de vint-i-sis llacs d'origen glacial de la capçalera del Flamisell, interconnectats subterràniament i per superfície entre ells i amb l'Estany Gento com a regulador del sistema. Rep les aigües directament dels vessants de les muntanyes que els envolten.